# Gelis brassicae
Gelis brassicae är en stekelart som beskrevs av Horstmann 1986. Gelis brassicae ingår i släktet Gelis och familjen brokparasitsteklar. Inga underarter finns listade i Catalogue of Life.